# Fußball- und Sportverein Zwickau 1994-1995
Questa voce raccoglie le informazioni riguardanti il Fußball- und Sportverein Zwickau nelle competizioni ufficiali della stagione 1994-1995.

## Stagione
Nella stagione 1994-1995 il Zwickau, allenato da Gerd Schädlich, concluse il campionato di 2. Bundesliga al 16º posto.

## Rosa
| N. |                     | Ruolo | Calciatore         |
| -- | ------------------- | ----- | ------------------ |
|    | Germania (bandiera) | P     | Rainer Hoffmeister |
|    | Germania (bandiera) | P     | Ralf Kircheis      |
|    | Germania (bandiera) | D     | André Barylla      |
|    | Germania (bandiera) | D     | Holger Bühner      |
|    | Germania (bandiera) | D     | Sven Günther       |
|    | Germania (bandiera) | D     | Lars Hermel        |
|    | Germania (bandiera) | D     | Mario Heymann      |
|    | Germania (bandiera) | D     | Peter Keller       |
|    | Germania (bandiera) | D     | Jan Seifert        |
|    | Germania (bandiera) | D     | Udo Tautenhahn     |
|    | Germania (bandiera) | D     | Bernd Tipold       |
|    | Germania (bandiera) | D     | Torsten Viertel    |

| N. |                       | Ruolo | Calciatore         |
| -- | --------------------- | ----- | ------------------ |
|    | Germania (bandiera)   | C     | Thomas Händel      |
|    | Germania (bandiera)   | C     | Steffen Kubatzky   |
|    | Germania (bandiera)   | C     | Sirko Pohl         |
|    | Germania (bandiera)   | C     | Nico Scheller      |
|    | Germania (bandiera)   | C     | Ralf Schneider     |
|    | Germania (bandiera)   | C     | Olaf Schreiber     |
|    | Germania (bandiera)   | C     | Ralf Wagner        |
|    | Slovacchia (bandiera) | A     | Gabriel Bertalan   |
|    | Germania (bandiera)   | A     | Jens Heineccius    |
|    | Germania (bandiera)   | A     | Thomas Leonhardt   |
|    | Germania (bandiera)   | A     | Arnd Spranger      |
|    | Polonia (bandiera)    | A     | Krzysztof Zagórski |

## Organigramma societario
Area tecnica
- Allenatore: Gerd Schädlich
- Allenatore in seconda:
- Preparatore dei portieri:
- Preparatori atletici:

## Calciomercato

### Sessione estiva
| Acquisti | Acquisti           | Acquisti                | Acquisti |
| R.       | Nome               | da                      | Modalità |
| -------- | ------------------ | ----------------------- | -------- |
| D        | Holger Bühner      | Hansa Rostock           |          |
| P        | Rainer Hoffmeister | Kickers 94 Markkleeberg |          |
| D        | Peter Keller       | Chemnitz                |          |
| C        | Olaf Schreiber     | Carl Zeiss Jena         |          |
| A        | Krzysztof Zagórski | Siarka Tarnobrzeg       |          |

| Cessioni | Cessioni | Cessioni | Cessioni |
| R.       | Nome     | a        | Modalità |
| -------- | -------- | -------- | -------- |

### Sessione invernale
| Acquisti | Acquisti    | Acquisti          | Acquisti |
| R.       | Nome        | da                | Modalità |
| -------- | ----------- | ----------------- | -------- |
| D        | Jan Seifert | Lokomotive Lipsia |          |

| Cessioni | Cessioni | Cessioni | Cessioni |
| R.       | Nome     | a        | Modalità |
| -------- | -------- | -------- | -------- |

## Risultati

### 2. Bundesliga

#### Girone di andata
| Arbitro: | Malbranc |

|                         |           |                     |
| Bertalan 49’ Wagner 76’ | Marcatori | 45’ Klein 90’ Lense |

| Arbitro: | Byernetzky |

|                                |           |               |
| Simon 44’ Maciel 54’ Linke 62’ | Marcatori | 88’ Schreiber |

| Arbitro: | Fleischer |

|            |           |                                                    |
| Wagner 68’ | Marcatori | 47’ (aut.) Tautenhahn 49’ Frąckiewicz 88’ Dammeier |

| Arbitro: | Casper |

|                       |           |  |
| Baumgart 2’ Lange 81’ | Marcatori |  |

| Arbitro: | Krug |

|              |           |              |
| Bertalan 13’ | Marcatori | 53’ Schnalke |

| Arbitro: | Kiefer |

|                         |           |                         |
| Sievers 37’ Schulte 62’ | Marcatori | 17’ Bertalan 28’ Tipold |

| Arbitro: | Hauer |

|                                                 |           |  |
| Lindner 11’ (aut.) Heineccius 71’ Schreiber 88’ | Marcatori |  |

| Arbitro: | Dörr |

|          |           |            |
| Voigt 3’ | Marcatori | 37’ Tipold |

| Zwickau 15 ottobre 1994, ore 15:00 CET 9ª giornata | Zwickau | 0 – 0 referto | Chemnitz | Westsachsenstadion (8 800 spett.)\| Arbitro: \| Frey \| |
| Arbitro:                                           | Frey    |               |          |                                                         |

| Arbitro: | Hufgard |

|           |           |           |
| Moore 45’ | Marcatori | 2’ Tipold |

| Arbitro: | Stark |

|                          |           |             |
| Schneider 62’ Wagner 78’ | Marcatori | 81’ Leśniak |

| Arbitro: | Wezel |

|            |           |             |
| Sippel 79’ | Marcatori | 67’ Viertel |

| Arbitro: | Friedrichs |

|                               |           |  |
| Brand 49’ (aut.) Bertalan 55’ | Marcatori |  |

| Arbitro: | Pohlmann |

|                         |           |            |
| Lünsmann 41’ Tanjga 73’ | Marcatori | 21’ Hermel |

| Zwickau 26 novembre 1994, ore 14:00 CET 15ª giornata | Zwickau | 0 – 0 referto | St. Pauli | Westsachsenstadion (6 979 spett.)\| Arbitro: \| Wagner \| |
| Arbitro:                                             | Wagner  |               |           |                                                           |

| Arbitro: | Kemmling |

|                 |           |                       |
| Ziemer 14’, 47’ | Marcatori | 72’ Hermel 74’ Wagner |

| Arbitro: | Fandel |

|            |           |             |
| Hermel 24’ | Marcatori | 72’ Brandts |

#### Girone di ritorno
| Arbitro: | Kemmling |

|                                     |           |  |
| Molnar 45’ Kapetanović 61’ Walz 77’ | Marcatori |  |

| Arbitro: | Rüdiger |

|                       |           |  |
| Tipold 85’ Keller 90’ | Marcatori |  |

| Arbitro: | Prengel |

|  |           |            |
|  | Marcatori | 50’ Hermel |

| Arbitro: | Friedrichs |

|              |           |           |
| Bertalan 58’ | Marcatori | 20’ Lange |

| Arbitro: | Weber |

|                       |           |            |
| Kirsten 56’ Hayer 61’ | Marcatori | 80’ Hermel |

| Arbitro: | Thiemer |

|  |           |           |
|  | Marcatori | 83’ Bujan |

| Lipsia 31 marzo 1995, ore 20:00 CEST 24ª giornata | VfB Lipsia | 0 – 0 referto | Zwickau | Zentralstadion (4 500 spett.)\| Arbitro: \| Domurat \| |
| Arbitro:                                          | Domurat    |               |         |                                                        |

| Arbitro: | Zerr |

|           |           |               |
| Hermel 6’ | Marcatori | 77’ Schreiber |

| Arbitro: | Hufgard |

|           |           |            |
| Shala 29’ | Marcatori | 41’ Hermel |

| Zwickau 23 aprile 1995, ore 15:00 CEST 27ª giornata | Zwickau | 0 – 0 referto | Saarbrücken | Westsachsenstadion (6 852 spett.)\| Arbitro: \| Ertl \| |
| Arbitro:                                            | Ertl    |               |             |                                                         |

| Arbitro: | Dörr |

|                                     |           |  |
| Teichmann 7’ Preetz 30’ Wolters 33’ | Marcatori |  |

| Arbitro: | Hotop |

|            |           |             |
| Tipold 75’ | Marcatori | 42’ Hermann |

| Arbitro: | Hauer |

|                  |           |            |
| Gunnlaugsson 45’ | Marcatori | 27’ Tipold |

| Arbitro: | Dehmelt |

|  |           |                                |
|  | Marcatori | 77’ Kovač 84’ Isa 86’ Hartmann |

| Arbitro: | Best |

|                                                    |           |  |
| Scharping 9’, 43’, 67’ Hollerbach 20’ Savichev 70’ | Marcatori |  |

| Arbitro: | Buchhart |

|                           |           |          |
| Bertalan 13’ Spranger 85’ | Marcatori | 28’ Hock |

| Arbitro: | Malbranc |

|                                                  |           |  |
| Akonnor 51’, 85’ Schmöller 53’ Beck 80’ Mink 87’ | Marcatori |  |

## Statistiche

### Statistiche di squadra
| Competizione  | Punti | In casa | In casa | In casa | In casa | In casa | In casa | In trasferta | In trasferta | In trasferta | In trasferta | In trasferta | In trasferta | Totale | Totale | Totale | Totale | Totale | Totale | DR  |
| Competizione  | Punti | G       | V       | N       | P       | Gf      | Gs      | G            | V            | N            | P            | Gf           | Gs           | G      | V      | N      | P      | Gf     | Gs     | DR  |
| ------------- | ----- | ------- | ------- | ------- | ------- | ------- | ------- | ------------ | ------------ | ------------ | ------------ | ------------ | ------------ | ------ | ------ | ------ | ------ | ------ | ------ | --- |
| 2. Bundesliga | 35    | 17      | 5       | 9       | 3       | 19      | 16      | 17           | 1            | 8            | 8            | 13           | 34           | 34     | 6      | 17     | 11     | 32     | 50     | -18 |
| Totale        | 35    | 17      | 5       | 9       | 3       | 19      | 16      | 17           | 1            | 8            | 8            | 13           | 34           | 34     | 6      | 17     | 11     | 32     | 50     | -18 |

### Andamento in campionato
| Giornata  | 1 | 2  | 3  | 4  | 5  | 6  | 7  | 8  | 9  | 10 | 11 | 12 | 13 | 14 | 15 | 16 | 17 | 18 | 19 | 20 | 21 | 22 | 23 | 24 | 25 | 26 | 27 | 28 | 29 | 30 | 31 | 32 | 33 | 34 |
| --------- | - | -- | -- | -- | -- | -- | -- | -- | -- | -- | -- | -- | -- | -- | -- | -- | -- | -- | -- | -- | -- | -- | -- | -- | -- | -- | -- | -- | -- | -- | -- | -- | -- | -- |
| Luogo     | C | T  | C  | T  | C  | T  | C  | T  | C  | T  | C  | T  | C  | T  | C  | T  | C  | T  | C  | T  | C  | T  | C  | T  | C  | T  | C  | T  | C  | T  | C  | T  | C  | T  |
| Risultato | N | P  | P  | P  | N  | N  | V  | N  | N  | N  | V  | N  | V  | P  | N  | N  | N  | P  | V  | V  | N  | P  | P  | N  | N  | N  | N  | P  | N  | N  | P  | P  | V  | P  |
| Posizione | 7 | 13 | 15 | 17 | 17 | 17 | 16 | 15 | 15 | 14 | 12 | 13 | 11 | 12 | 10 | 11 | 11 | 13 | 11 | 10 | 10 | 11 | 13 | 12 | 12 | 12 | 12 | 12 | 13 | 14 | 16 | 16 | 15 | 16 |

Legenda:

Luogo: C = Casa; T = Trasferta. Risultato: V = Vittoria; N = Pareggio; P = Sconfitta.

### Statistiche dei giocatori
| A. Barylla     | 28 | 0 | 4  | 0 |
| G. Bertalan    | 27 | 6 | 5  | 0 |
| H. Bühner      | 3  | 0 | 2  | 0 |
| S. Günther     | 7  | 0 | 1  | 0 |
| J. Heineccius  | 13 | 1 | 1  | 0 |
| L. Hermel      | 31 | 7 | 5  | 1 |
| M. Heymann     | 1  | 0 | 0  | 0 |
| R. Hoffmeister | 31 | 0 | 1  | 0 |
| T. Händel      | 2  | 0 | 1  | 0 |
| P. Keller      | 29 | 1 | 5  | 1 |
| R. Kircheis    | 4  | 0 | 0  | 0 |
| S. Kubatzky    | 25 | 0 | 12 | 0 |
| T. Leonhardt   | 17 | 0 | 4  | 0 |
| S. Pohl        | 18 | 0 | 4  | 0 |
| N. Scheller    | 1  | 0 | 0  | 0 |
| R. Schneider   | 32 | 1 | 8  | 1 |
| O. Schreiber   | 30 | 2 | 7  | 0 |
| J. Seifert     | 3  | 0 | 0  | 0 |
| A. Spranger    | 5  | 1 | 0  | 0 |
| U. Tautenhahn  | 28 | 0 | 9  | 0 |
| B. Tipold      | 33 | 6 | 6  | 0 |
| T. Viertel     | 30 | 1 | 7  | 0 |
| R. Wagner      | 32 | 4 | 3  | 1 |
| K. Zagórski    | 8  | 0 | 1  | 0 |